# Sanghi Nagar
Sanghi Nagar (Telugu: సంఘీనగర్ Saṅghīnagar [ˈsʌŋɡʱiːˌnʌɡʌr]) ist ein Vorort von Hyderabad im Bundesstaat Telangana in Indien.
Sanghi Nagar ist ein 25 km von Hyderabad entfernter Industrievorort. Eine besondere Sehenswürdigkeit ist der Sanghi-Tempel.